# 米拉 (康塔尔省)
米拉（法語：Murat，法語發音：[myʁa]），法国中南部市镇，位于奥弗涅-罗讷-阿尔卑斯大区康塔尔省，隶属于圣弗卢尔区，其市镇面积为20.26平方公里，2022年1月1日时人口数量为1,770人，在法国城市中排名第5,903位。
米拉位于康塔尔省中北部，阿拉尼翁河畔，是一个区域性的中心城市，菲雅克－阿尔旺铁路和多条公路在此交汇。

## 地名来源
“Murat”一名出自拉丁语单词“muratus”，意为“被城墙环绕的城池”。
米拉所处区域历史上曾通行奥弗涅方言，Murat在奥克语维基百科及Openstreetmap中对应的拼写与其法语形式相同。

## 历史

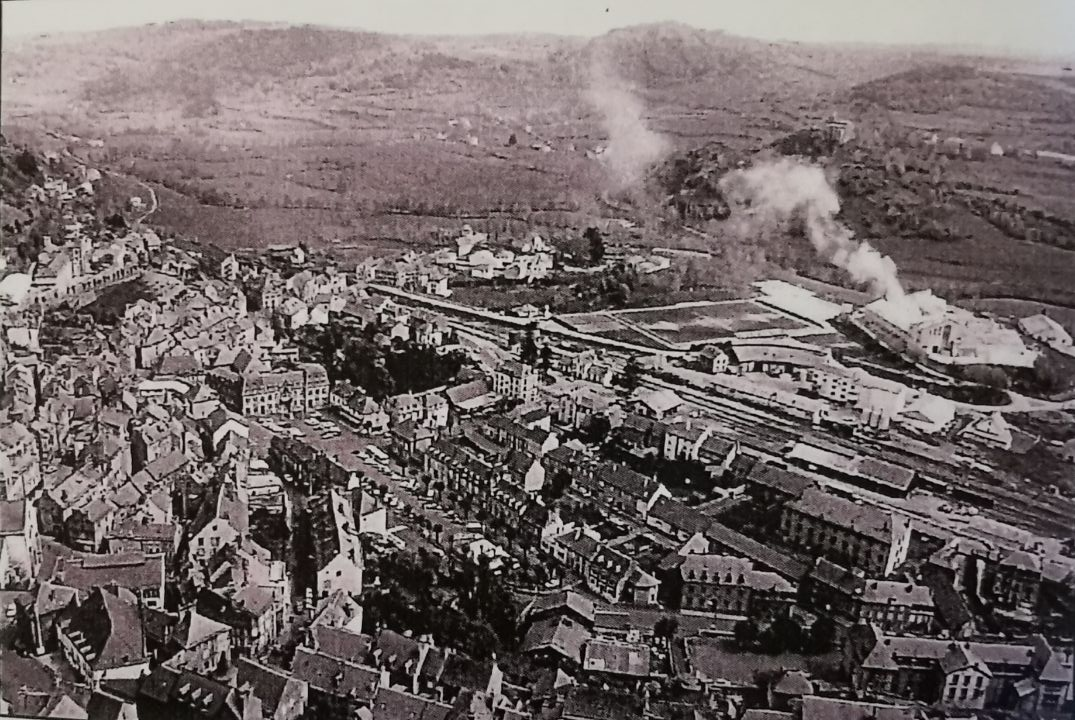
20世纪初的米拉

米拉的早期历史尚不清楚。根据当地官方网站的论述，米拉最初于公元270年在一份文件中被提及。公元11世纪时，来自加龙河畔穆瓦萨克圣伯多禄修道院道士在此兴建了一处教堂，此后当地逐渐形成聚落。公元12世纪后，米拉领主获得男爵头衔。中世纪中后期，米拉兴建了城墙及多处防御工事。1489年，波旁家族继承了米拉，该区域于1531年成为法兰西王国的王室领土。1633年，在黎塞留的要求下，米拉城堡被拆除。法国大革命后，米拉成为康塔尔省的一个市镇，并为该省的一个地区行署，后于1801年改制成为副省会。1926年，根据庞加莱改革方案，米拉副省会被撤销，原米拉区整体并入圣弗卢尔区。第二次世界大战末期，米拉境内的多个抵抗运动成员被傀儡将领雨果·盖斯勒逮捕运送至诺因加默集中营。2017年1月1日，沙斯泰勒叙米拉整体并入米拉，米拉成为一个“新市镇”。
沙斯泰勒叙米拉历史上长期为一处普通农业村落，法国大革命后成为独立市镇。

## 地理

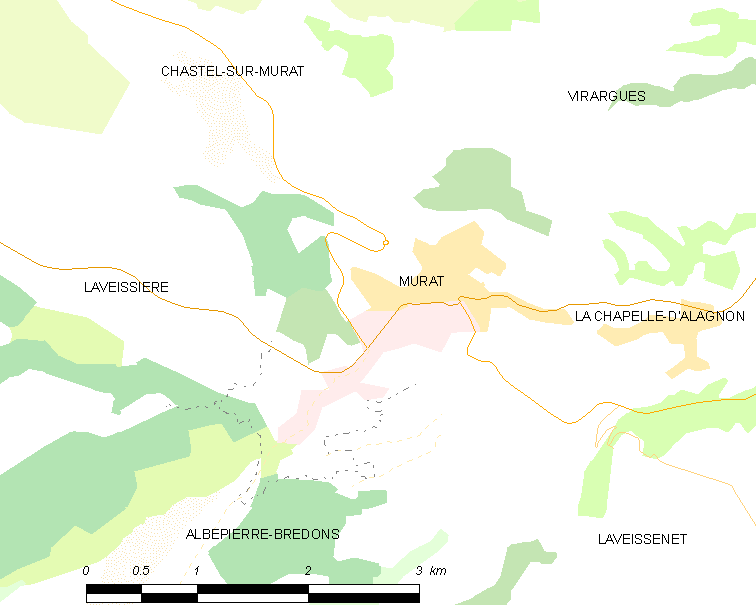
米拉市镇范围地图

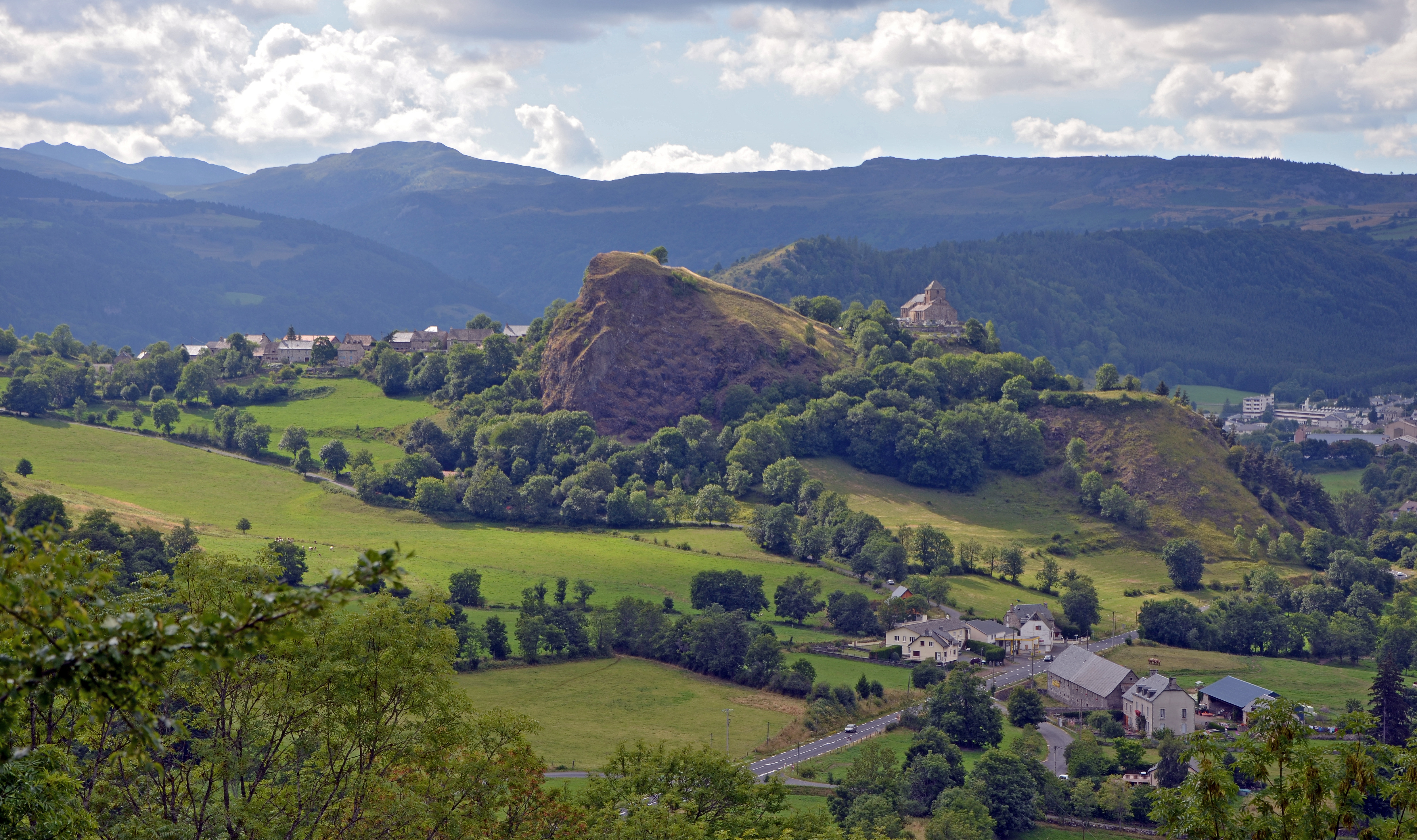
米拉附近的山地景观

米拉位于法国中南部，奥弗涅-罗讷-阿尔卑斯大区西南部和康塔尔省中北部，距离省会欧里亚克大约49公里。与米拉接壤的市镇包括：迪耶讷、皮纳泰勒地区讷萨格、拉韦西耶尔、阿尔伯皮埃尔-布勒东、维拉尔格和拉沙佩勒达拉尼翁。

### 地形
米拉位于法国中央高原腹地，康塔尔山和塞扎利耶地区之间的一处河谷地带，境内以山地和丘陵为主，市镇中心位于一处河谷附近，整体地势自河谷向外侧抬升，部分区域起伏明显，全境海拔在868到1,360米之间。

### 水文
米拉位于卢瓦尔河流域范围内，阿拉尼翁河自西向东流经市镇南部，其左岸支流布尔南泰勒河（Le Bournantel）在此与其交汇。

### 植被
米拉属于温带阔叶混交林和针叶林混合区，镇中心的巴拉广场（Place de Balat）是当地主要的城市绿地，林地广泛分布于市镇范围内的山地地区。
在鲜花城市的评比中，米拉被评为1星级鲜花城市。

### 气候
米拉在柯本气候分类法中属于带有温带特征的山地气候。
距离米拉最近的常年气象站位于科尔蒂讷境内，以下为该气象站的数据（其中日照数据取自欧里亚克气象站）：
| 科尔蒂讷 1981年－2019年 | 科尔蒂讷 1981年－2019年 | 科尔蒂讷 1981年－2019年 | 科尔蒂讷 1981年－2019年 | 科尔蒂讷 1981年－2019年 | 科尔蒂讷 1981年－2019年 | 科尔蒂讷 1981年－2019年 | 科尔蒂讷 1981年－2019年 | 科尔蒂讷 1981年－2019年 | 科尔蒂讷 1981年－2019年 | 科尔蒂讷 1981年－2019年 | 科尔蒂讷 1981年－2019年 | 科尔蒂讷 1981年－2019年 | 科尔蒂讷 1981年－2019年 |
| 月份                    | 1月                     | 2月                     | 3月                     | 4月                     | 5月                     | 6月                     | 7月                     | 8月                     | 9月                     | 10月                    | 11月                    | 12月                    | 全年                    |
| ----------------------- | ----------------------- | ----------------------- | ----------------------- | ----------------------- | ----------------------- | ----------------------- | ----------------------- | ----------------------- | ----------------------- | ----------------------- | ----------------------- | ----------------------- | ----------------------- |
| 历史最高温 °C（°F）     | 16 (61)                 | 18.8 (65.8)             | 21.5 (70.7)             | 24.4 (75.9)             | 27.2 (81.0)             | 33.4 (92.1)             | 34 (93)                 | 35.4 (95.7)             | 29.8 (85.6)             | 24.7 (76.5)             | 20.5 (68.9)             | 16.2 (61.2)             | 35.4 (95.7)             |
| 平均高温 °C（°F）       | 4 (39)                  | 5.4 (41.7)              | 8.9 (48.0)              | 11.9 (53.4)             | 16.4 (61.5)             | 20.6 (69.1)             | 23 (73)                 | 22.6 (72.7)             | 18.1 (64.6)             | 14.1 (57.4)             | 7.7 (45.9)              | 4.3 (39.7)              | 13.1 (55.6)             |
| 日均气温 °C（°F）       | 0.1 (32.2)              | 1 (34)                  | 3.6 (38.5)              | 6.3 (43.3)              | 10.3 (50.5)             | 13.8 (56.8)             | 15.8 (60.4)             | 15.5 (59.9)             | 11.7 (53.1)             | 8.7 (47.7)              | 3.6 (38.5)              | 0.5 (32.9)              | 7.6 (45.7)              |
| 平均低温 °C（°F）       | −3.8 (25.2)             | −3.4 (25.9)             | −1.7 (28.9)             | 0.7 (33.3)              | 4.1 (39.4)              | 7 (45)                  | 8.5 (47.3)              | 8.5 (47.3)              | 5.2 (41.4)              | 3.4 (38.1)              | −0.5 (31.1)             | −3.3 (26.1)             | 2.1 (35.8)              |
| 历史最低温 °C（°F）     | −17.4 (0.7)             | −20.9 (−5.6)            | −21.9 (−7.4)            | −10.6 (12.9)            | −4.6 (23.7)             | −1.4 (29.5)             | 0.1 (32.2)              | −0.5 (31.1)             | −3.4 (25.9)             | −10.5 (13.1)            | −14.7 (5.5)             | −21.2 (−6.2)            | −21.9 (−7.4)            |
| 平均降水量 mm（）       | 51.1 (2.01)             | 38.9 (1.53)             | 39.2 (1.54)             | 72.7 (2.86)             | 87.4 (3.44)             | 55.1 (2.17)             | 50.3 (1.98)             | 77.7 (3.06)             | 82.9 (3.26)             | 81.3 (3.20)             | 72.7 (2.86)             | 55.1 (2.17)             | 764.4 (30.09)           |
| 月均日照時數            | 110                     | 126.8                   | 177.2                   | 179.3                   | 210.4                   | 242.1                   | 268                     | 248.8                   | 206.1                   | 148.7                   | 100.3                   | 100                     | 2,117.7                 |
| 来源：infoclimat.fr     |                         |                         |                         |                         |                         |                         |                         |                         |                         |                         |                         |                         |                         |

## 行政区划
米拉的市镇编号为15138，邮政编号为15300。
在行政管理方面，米拉隶属于法国奥弗涅-罗讷-阿尔卑斯大区康塔尔省圣弗卢尔区；在地方选举方面，米拉是米拉县的中央投票站所在地，其市镇范围全境被划入康塔尔省第二选区；在社会管理方面，米拉是上土地市镇公共社区的办公驻地。
截至2023年8月，米拉市镇范围内暂无任何城市敏感街区及城市政策优先街区。
法国国家统计与经济研究所（简称）在进行数据统计时，未将米拉划入城市核心区（Unité urbaine）、城市区（Aire urbaine）及城市辐射区（Aire d'attraction）。此外，还将米拉（旧市镇）整体看作一个“块区”（IRIS），以便于统计人口分布情况。

## 交通

### 公路
法国国道N122线和康塔尔省省道D3线、D39线、D139线和D926线在米拉境内交汇。奥弗涅-罗讷-阿尔卑斯大区城际客运C01线、C24线、C31线、C32线和火山旅游专线经过米拉，可前往欧里亚克、圣弗卢尔、博尔莱索格等地。
2019年，55.5%的米拉家庭拥有至少一辆私人汽车。2021年，米拉境内共发生各类交通事故1起，造成1人重伤。
| 28 | 25 |

| 欧里亚克 | 49 |

| 圣弗卢尔 | 23 |

| 讷萨格 | 10 |

### 铁路

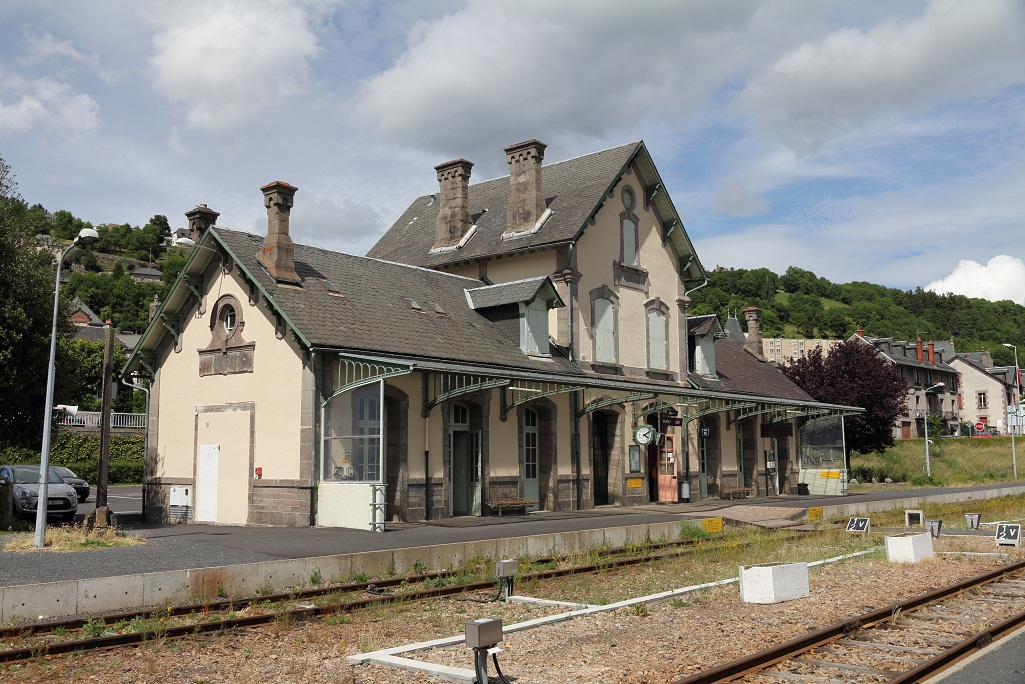
米拉火车站

米拉位于菲雅克－阿尔旺铁路上。米拉站位于市区南部，该站停靠往返于克莱蒙费朗和欧里亚克一线的区域列车，部分班次可直通图卢兹。

### 航空
距离米拉最近的民用航空站为51公里外的欧里亚克机场。

### 城市公共交通
截至2023年8月，米拉暂无城市公共交通系统。

## 政治

### 市政内阁

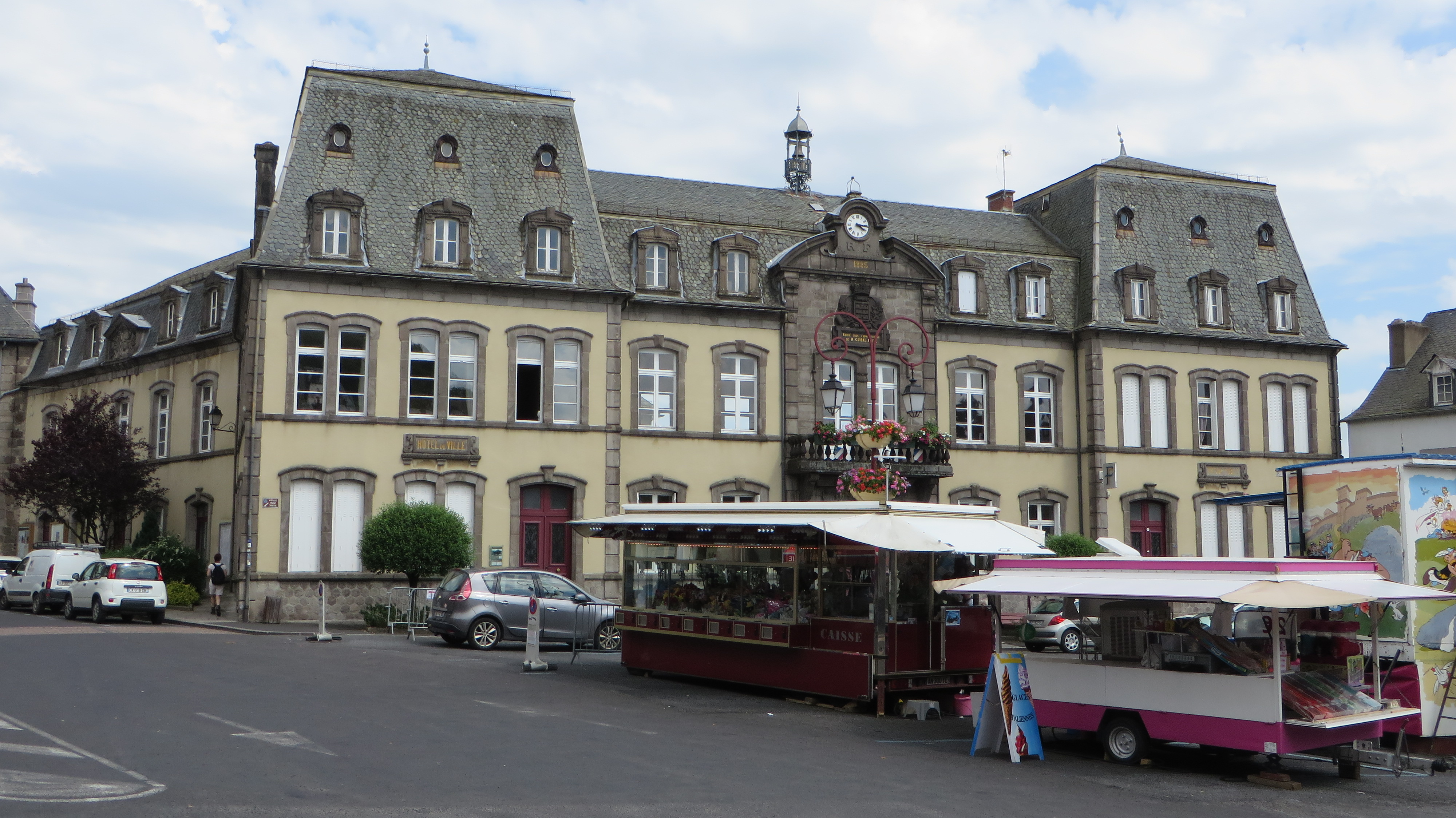
米拉市政厅

米拉的现任市长为吉勒·沙布里耶先生（Gilles CHABRIER），他是一名右翼无党派人士，在2020年的市政选举中获得了56.26%的支持率。
| 米拉历届市长   | 米拉历届市长                     | 米拉历届市长      |
| 任期           | 市长                             | 党派              |
| -------------- | -------------------------------- | ----------------- |
| 194X年－19XX年 | Antoine COMBES 安托万·孔布       | 不详              |
| 1946年－1968年 | Hector PESCHAUD 埃克托尔·佩绍    | 不详              |
| 1968年－1969年 | Joseph CONSTANT 约瑟夫·孔斯唐    | 不详              |
| 1969年－1977年 | Antoine TABAYSE 安托万·塔拜斯    | 不详              |
| 1977年－1983年 | Jean MEYNIEL 让·梅尼埃尔         | PS社会党          |
| 1983年－2001年 | Emmanuel GRÈZE 埃马纽埃尔·格雷兹 | RPR保衛共和聯盟   |
| 2001年－2008年 | Martine MAHTOUK 玛蒂娜·马图克    | UMP人民运动联盟   |
| 2008年－2014年 | Bernard VILLARET 贝尔纳·维拉雷   | DVD右翼无党派人士 |
| 2014年－       | Gilles CHABRIER 吉勒·沙布里耶    | DVD右翼无党派人士 |

### 各级选举
| 米拉历届投票选举结果 | 米拉历届投票选举结果 | 米拉历届投票选举结果 | 米拉历届投票选举结果 | 米拉历届投票选举结果        | 米拉历届投票选举结果 | 米拉历届投票选举结果 | 米拉历届投票选举结果 | 米拉历届投票选举结果 | 米拉历届投票选举结果 |
| 选举项目             | 选举范围             | 选区单位             | 选区单位内的选举结果 | 选区单位内的选举结果        | 选区单位内的选举结果 | 选区单位内的选举结果 | 选区单位内的选举结果 | 选区单位内的选举结果 | 参考资料             |
| 选举项目             | 选举范围             | 选区单位             | 第一轮胜出者         | 第一轮胜出者                | 支持率               | 第二轮胜出者         | 第二轮胜出者         | 支持率               | 参考资料             |
| -------------------- | -------------------- | -------------------- | -------------------- | --------------------------- | -------------------- | -------------------- | -------------------- | -------------------- | -------------------- |
| 2017年法國總統選舉   | 法國                 | 市镇                 |                      | 埃马纽埃尔·马克龙           | 24.91%               |                      | 埃马纽埃尔·马克龙    | 67.93%               | [ 22 ]               |
| 2017年法国立法选举   | 康塔尔省第二选区     | 市镇                 |                      | 帕特里西娅·罗什             | 29.85%               |                      | 帕特里西娅·罗什      | 56.76%               | [ 22 ]               |
| 2019年欧洲议会选举   | 法國                 | 市镇                 |                      | 若尔当·巴尔代拉             | 23.99%               | （不适用）           | （不适用）           | （不适用）           | [ 24 ]               |
| 2021年法国省级选举   | 康塔尔省             | 县                   |                      | 奥雷莉·布雷松 吉勒·沙布里耶 | 82.3%                | （不适用）           | （不适用）           | （不适用）           | [ 25 ]               |
| 2021年法国省级选举   | 康塔尔省             | 市镇                 |                      | 奥雷莉·布雷松 吉勒·沙布里耶 | 79.97%               | （不适用）           | （不适用）           | （不适用）           | [ 25 ]               |
| 2021年法国大区选举   |                      | 市镇                 |                      | 洛朗·沃基耶                 | 70.94%               |                      | 洛朗·沃基耶          | 75.31%               | [ 26 ]               |
| 2022年法国总统选举   | 法國                 | 市镇                 |                      | 埃马纽埃尔·马克龙           | 31.91%               |                      | 埃马纽埃尔·马克龙    | 59.96%               | [ 22 ]               |
| 2022年法国立法选举   | 康塔尔省第二选区     | 市镇                 |                      | 马蒂娜·吉尔贝               | 27.02%               |                      | 让-伊夫·博尼         | 61.32%               | [ 22 ]               |

## 人口
2020年，米拉市镇人口数量为1,815，在法国排名第5,903位。其中男性867人，女性978人，75岁及以上人口占16.4%，外籍人口数量为18人，人口密度为281人/平方公里，当地居民被称为（男性）或（女性）。2020年，米拉境内出生12人，死亡人口63人。
| 米拉1901年－2020年人口变化情况 |
|                                |
| 数据来源：Cassini、INSEE       |

## 经济
米拉是一个区域性的中心城市。截至2023年8月，米拉市镇范围内共有各类用人单位（包含自雇）385家，平均历史为21年，其中99.54%为中小型企业（PME），2023年6月至8月间，当地的经济活力指数为0.26%。（饲料）、（零售）及（工程）是当地2021年营业额最高的三个企业，分别为17,437,542欧元、13,210,456欧元和6,527,342欧元。

## 财政与居民收入
2021年，米拉的财政收入总额为2,398,420欧元，财政支出总额为2,047,830欧元，当年的债务总额为1,636,090欧元。2021年，米拉市镇通过增值税获得134,960欧元的收入，此外当地还共获得了377,950欧元的国家直接财政补助。
2010年，米拉（旧市镇）的人均月收入总额为1,687欧元，低于法国平均水平（2,081欧元）。
2020年，米拉境内的青壮年（15至64岁）失业率为6.5%；2022年，当地39.5%的家庭拥有纳税资格，平均纳税2,866欧元，低于法国平均水平（4,393欧元）。

## 社会事务

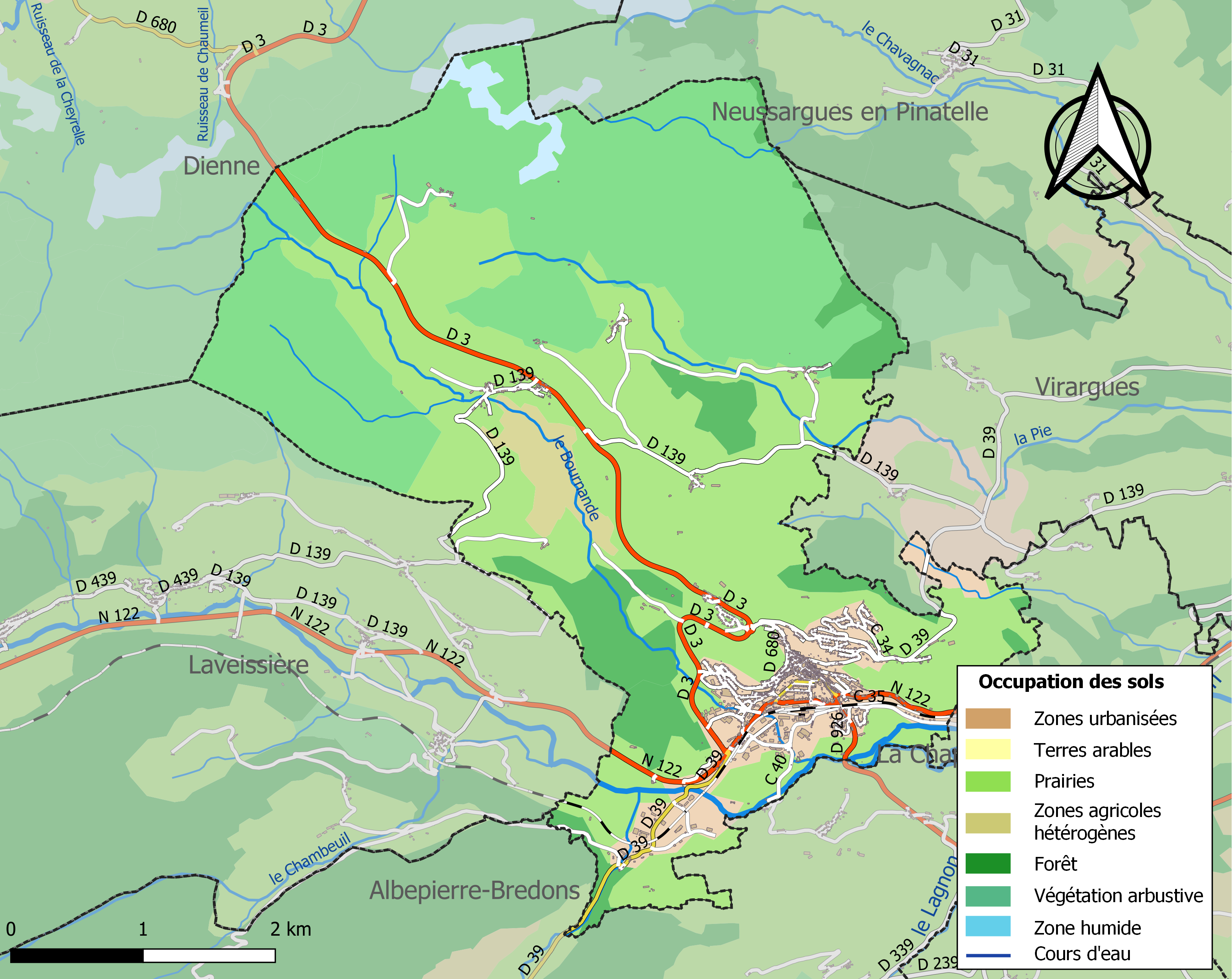
米拉土地利用情况地图

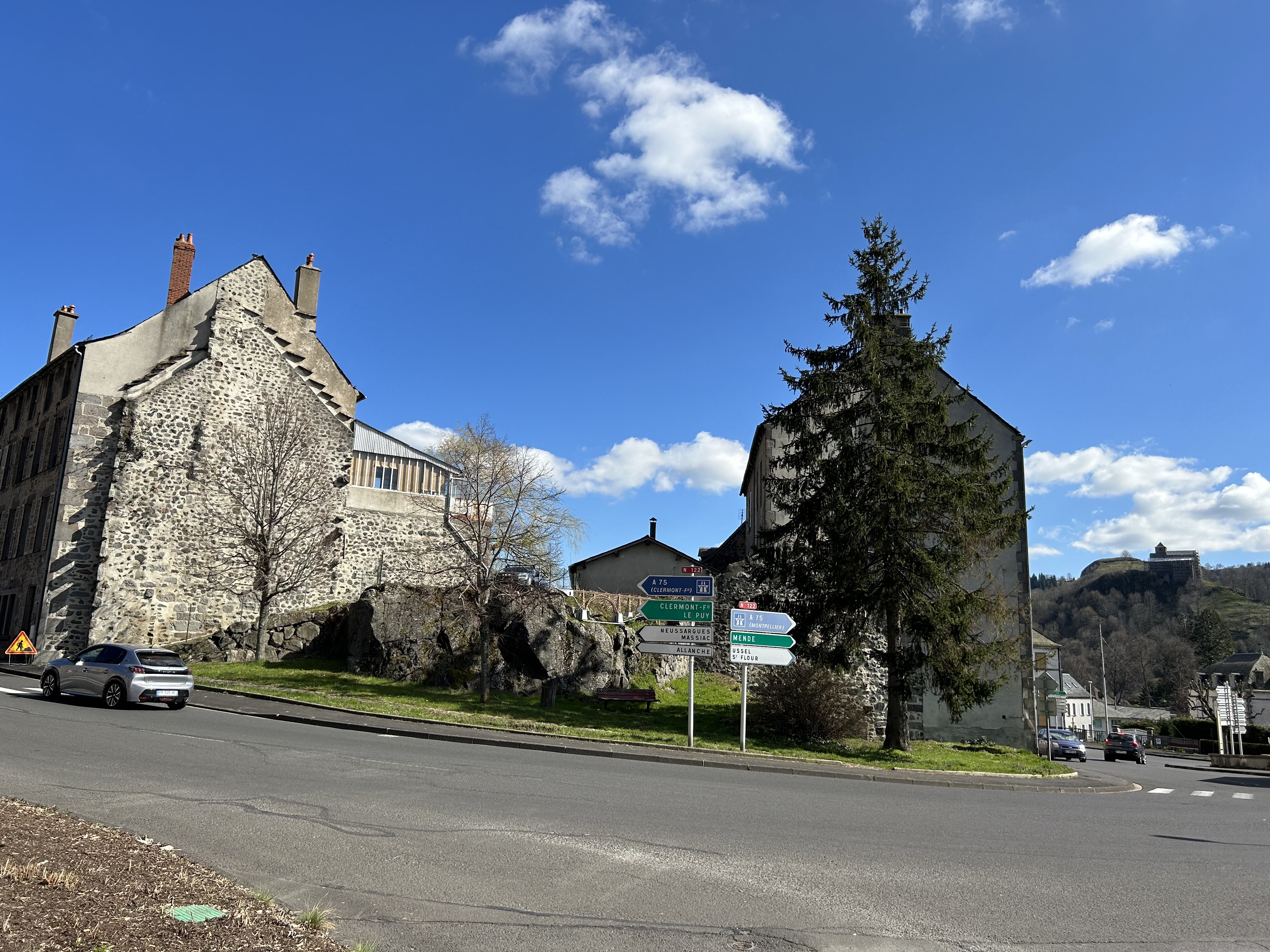
横穿米拉的国道N122线

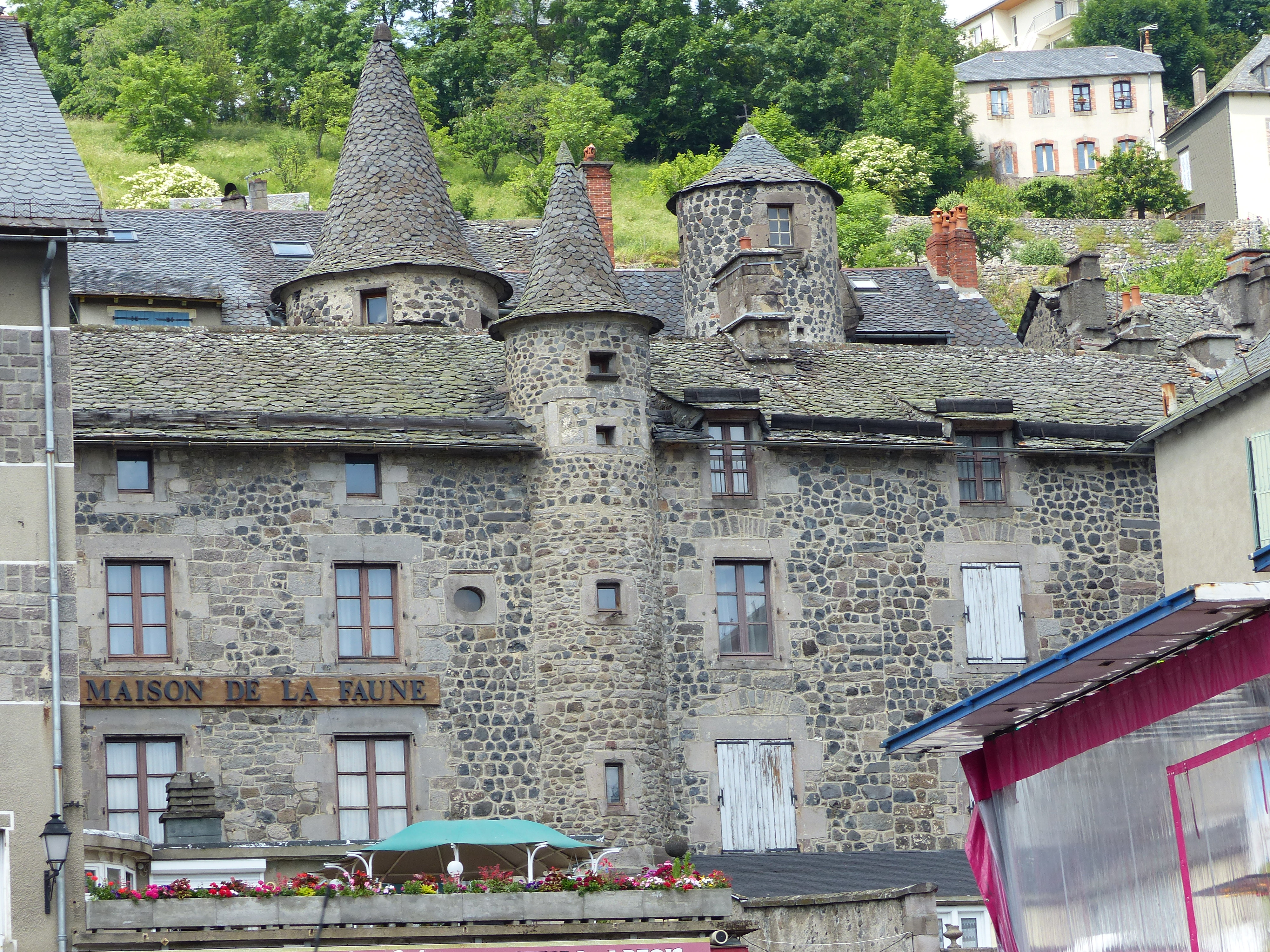
镇中心的传统民居

### 教育
米拉属于克莱蒙费朗学区。截至2021年1月1日，米拉境内共有2所小学、1所初级中学和1所职业高中。2021至2022学年度，米拉境内共有在校中等教育阶段学生123名。

### 医疗
截至2021年1月1日，米拉境内共有全科医生3名、保健师1名、牙医2名、护士11名、药房1家。
米拉医院（Hôpital de Murat）是法国的一个区域性医疗机构，其主病区位于米拉市区，设有床位146个，是当地规模最大的公立综合性医院。

### 住房
2019年，米拉境内共有各类住房1,328套，其中58.6%为独立式居民区，41.0%为集中式居民区。常住房屋占米拉市镇范围内居民建筑总量的67.9%。
在住房保障政策方面，2021年，米拉境内共有173户家庭获得了住房经济补助，受益人数占总人口数量的9.5%，其中165份为房租补助。

### 商业
2021年，米拉境内共有各类实体商铺68家，其中餐厅13家、大型超市1家、杂货店2家、面包房6家、肉铺2家、书店2家、银行门店1家、美容美发店6家、汽车维修店3家。市区西南部建有一家Intermarché超市。

### 体育
2021年，米拉境内共有1家游泳池、1间体育馆、3处网球场以及2处足球或橄榄球场。
截至2023年8月，米拉境内共有三家注册足球俱乐部。米拉体育联盟（Union Sportive Murataise，编号506350）是当地的代表性足球队，成立于1920年，其主队2023至2024赛季参加奥弗涅-罗讷-阿尔卑斯大区足球联赛丙组（法国第八级别），其主场为让·让邦球场（Stade Jean Jambon）。

### 环境
米拉的环境事务由其所属的上土地市镇公共社区联合各级政府协调负责。2021年，米拉境内共有1家污染企业。

### 治安
2021年，米拉市镇范围内有1处宪兵队。
米拉及其附近的共87个市镇是圣弗卢尔国家宪兵队（zone gendarmerie de Saint-Flour）的管辖范围。2020年，该宪兵队累计记录各类案件814起，其中盗窃类案件333起，经济类案件167起，毒品交易类案件29起。

## 文化

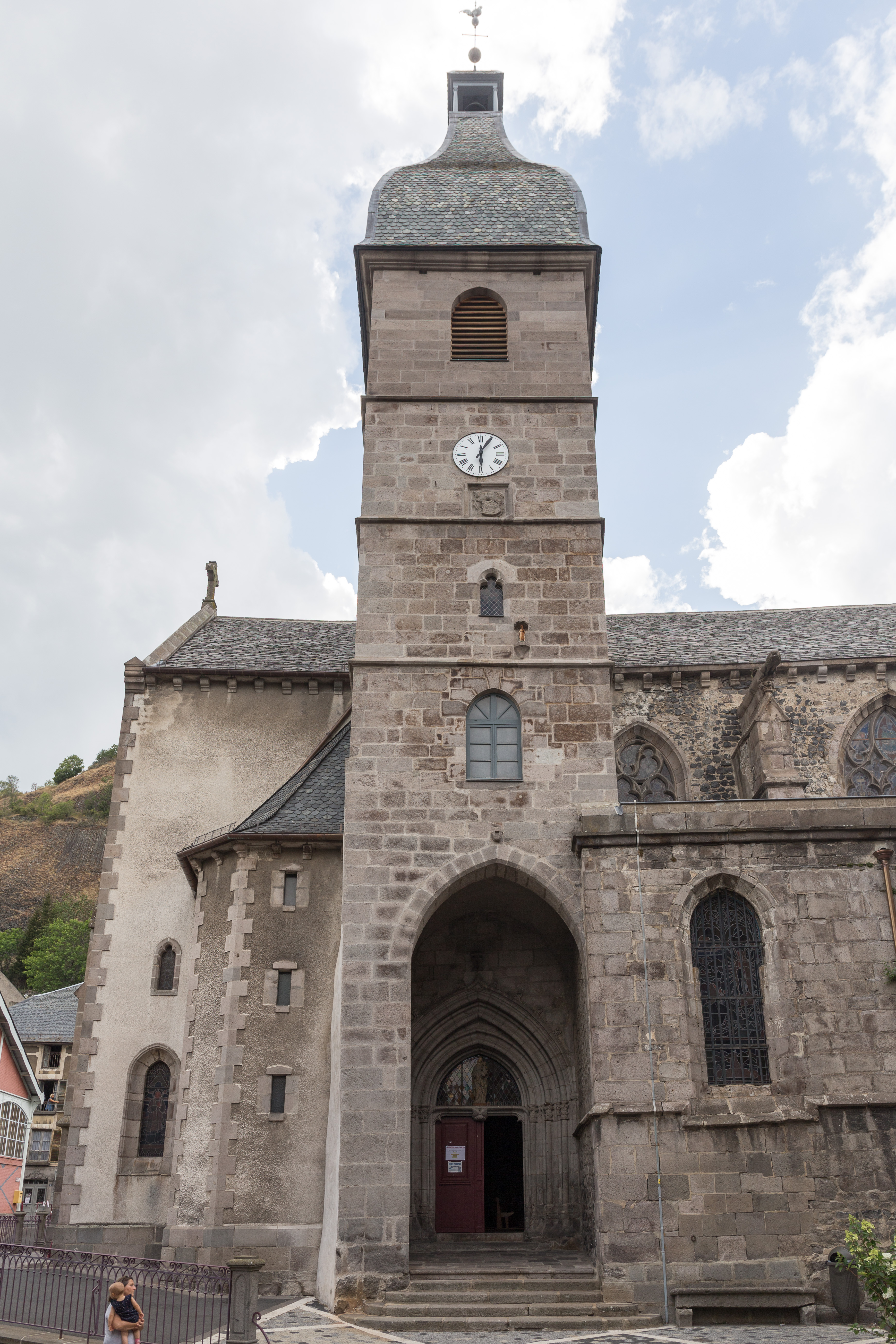
圣母教堂钟楼

2021年，米拉境内共有1家电影院。米拉市政府提供多媒体中心，每周二至六向公众开放。

### 建筑
米拉境内有多处历史建筑，其中圣母大教堂（Collégiale Notre-Dame de Murat）、米拉集市大堂等为法国国家文物保护单位。

### 旅游
米拉的旅游事务由其所属的上土地市镇公共社区负责。2022年，米拉境内共有2家酒店共计40间房间；另有1个露营地，可容纳共123辆露营车。

### 媒体
法国主要的媒体均可在米拉接收，法国电视三台下属的奥弗涅-罗讷-阿尔卑斯大区频道在部分时段播出米拉所在康塔尔省的地方新闻。《山地报》、《康塔尔之声》（La Voix du Cantal）、蓝色法兰西奥弗涅地区广播、Jordanne广播等是当地主要的地方性媒体。

## 友好城市
截至2023年8月，米拉共与一座城市建立了友好城市关系：
- 旺代省 莱萨布勒多洛讷